# Pișceatînska, Șumsk
Pișceatînska (în ucraineană Піщатинська) este o comună în raionul Șumsk, regiunea Ternopil, Ucraina, formată numai din satul de reședință.

## Demografie
Componența lingvistică a comunei Pișceatînska
     Ucraineană (99,36%)
     Alte limbi (0,64%)
Conform recensământului din 2001, majoritatea populației comunei Pișceatînska era vorbitoare de ucraineană (99,36%), existând în minoritate și vorbitori de alte limbi.